# Dysdera gomerensis
Dysdera gomerensis är en spindelart som beskrevs av Embrik Strand 1911. Dysdera gomerensis ingår i släktet Dysdera och familjen ringögonspindlar.
Artens utbredningsområde är Kanarieöarna. Inga underarter finns listade i Catalogue of Life.